# Isochromodes flavopuncta
Isochromodes flavopuncta là một loài bướm đêm trong họ Geometridae.